# Diễn Lâm
Diễn Lâm là một xã thuộc huyện Diễn Châu, tỉnh Nghệ An, Việt Nam.
Xã có diện tích 34,27 km², dân số năm 1999 là 13.093 người, mật độ dân số đạt 382 người/km².